# Viola magellanica
Viola magellanica är en violväxtart som beskrevs av Forst. f.. Viola magellanica ingår i släktet violer, och familjen violväxter. Inga underarter finns listade i Catalogue of Life.

## Bildgalleri

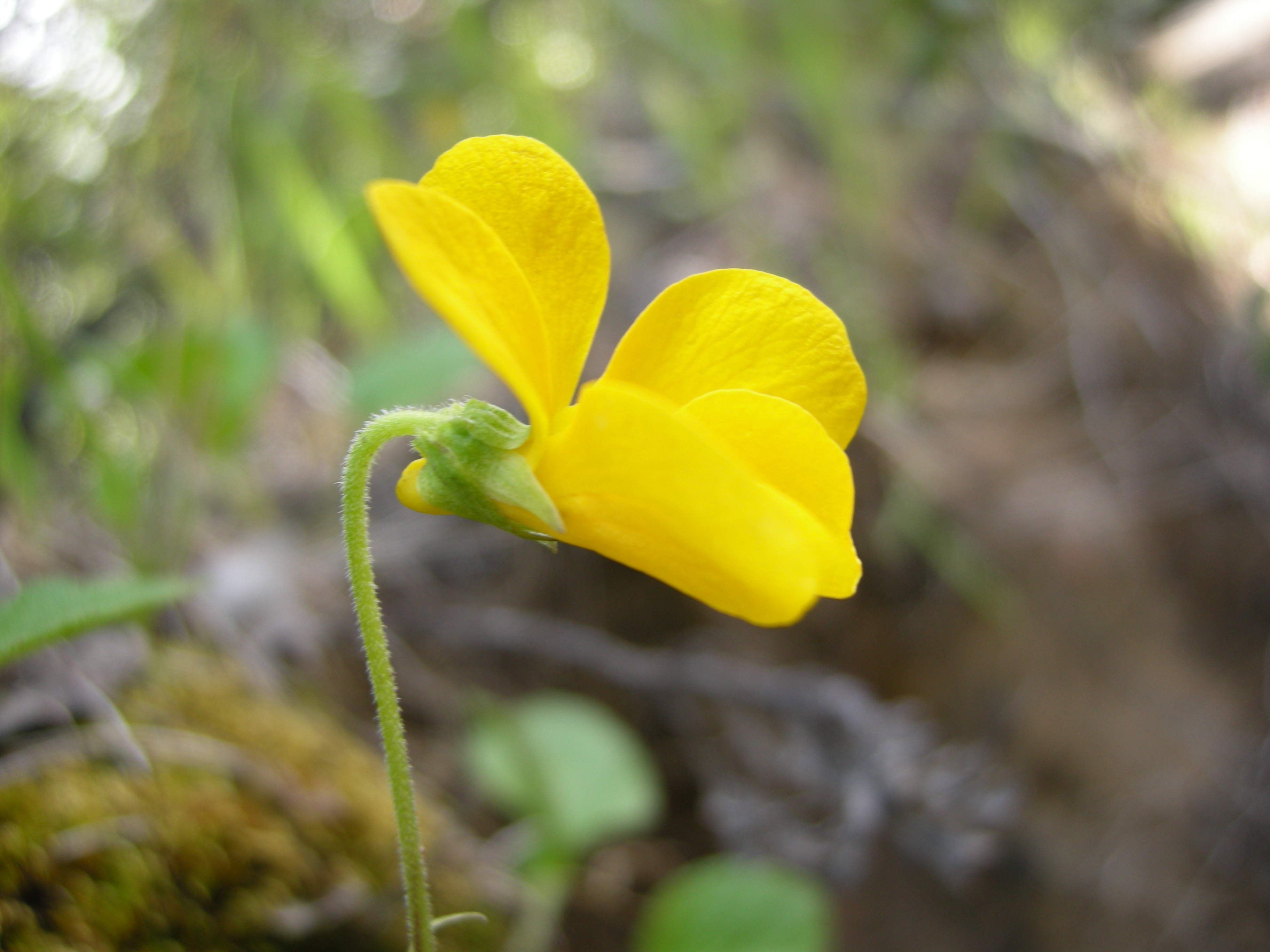
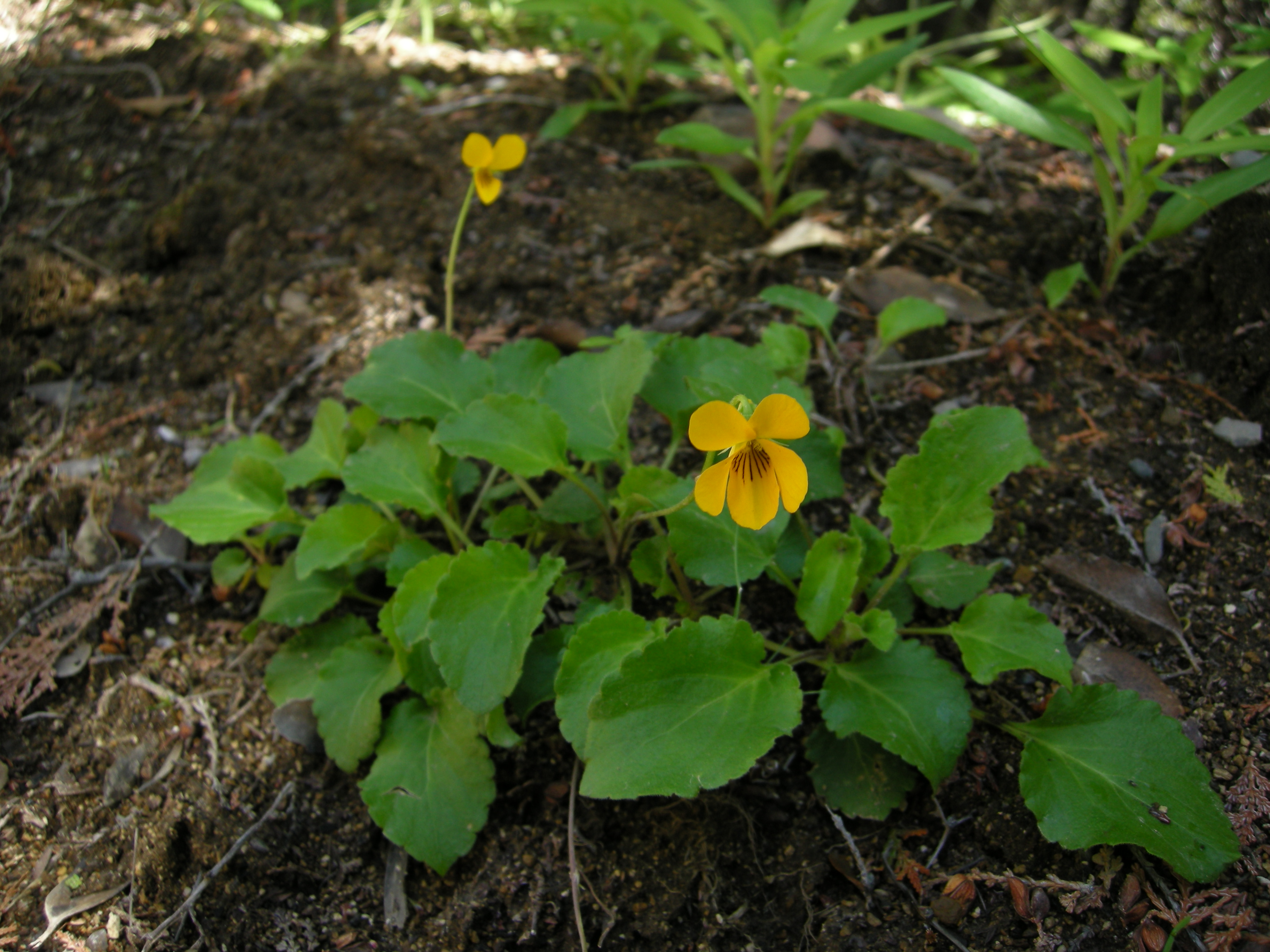
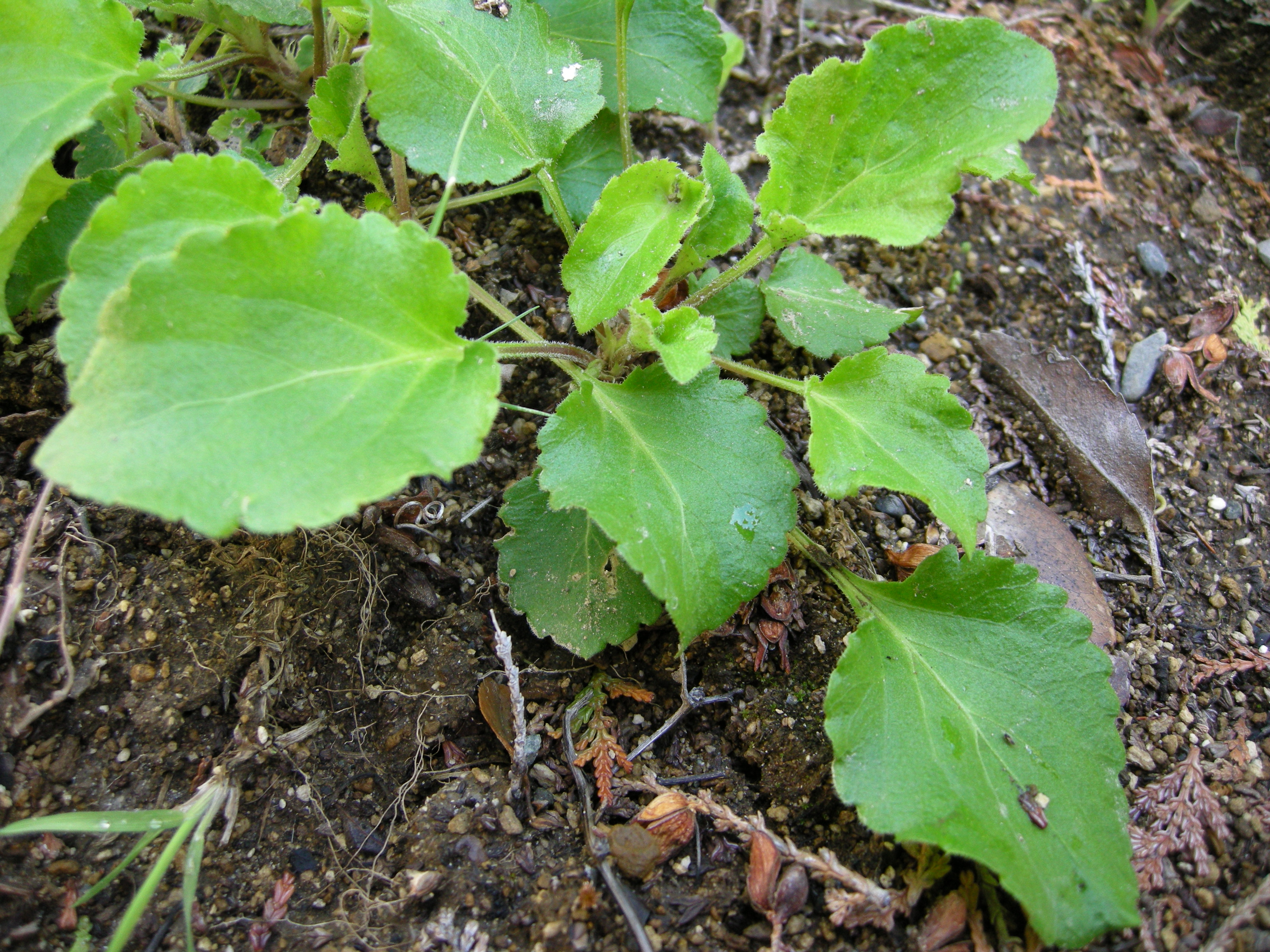